# Los seys libros del Delphin

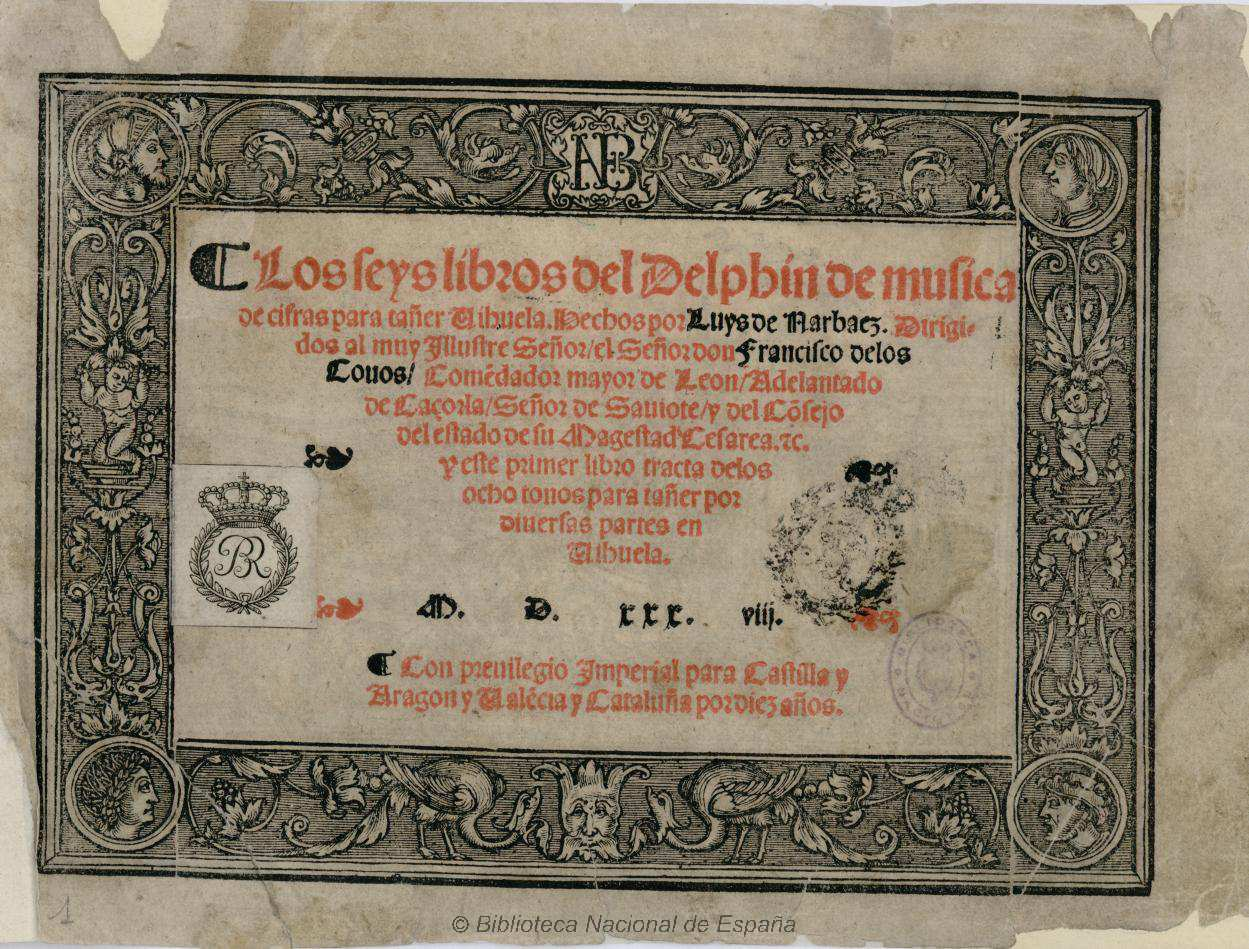
Primera página del libro (Biblioteca Nacional de España).

Los seys libros del Delphin de música de cifras para tañer vihuela, también conocido simplemente como Los seis libros del delfín, es un manual de obras musicales en tablatura para vihuela sola y vihuela y canto, publicado en 1538, en Valladolid, por el compositor y vihuelista español Luis de Narváez.

## El libro
Al comienzo del libro y antes de la música, encontramos los siguientes elementos:
- Un Prólogo, donde se dedica el libro a Francisco de Covos.
- Después, se explica de forma breve lo relativo a la cifra, las proporciones, los tonos y las claves.
- La Tabla general de lo que contienen los seys libros del Delphin
- La fe de erratas

La música de Narváez fue conocida fuera de España y algunas de las obras de Los seys libros del Delphin fueron impresas en tablatura francesa para laúd por:
- Pierre Phalèse, en Lovaina, en 1546, 1552 y 1568
- Guillaume Morlay, en París, en 1552

Además cinco piezas fueron arregladas e impresas en tablatura española para tecla por Luis Venegas de Henestrosa.

## Las obras

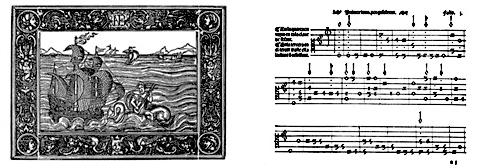
Páginas 2 y 9 del libro.

Las piezas están anotadas en una tablatura parecida a la que se usaba en Italia para el laúd. La voz para ser cantada está impresa en cifras de color rojo.
El libro fue la primera publicación en la que se usó el término diferencia para algunos grupos de piezas y fue también la primera en utilizar símbolos especiales para indicar el tempo.
La obra se divide en seis libros:
- Los libros primero y segundo contienen 14 fantasías sobre los ocho tonos
- El libro tercero contiene 6 adaptaciones para vihuela de obras polifónicas:
  - 3 fragmentos de misas de Josquin Des Pres: misa "Hercules Dux Ferrariae", misa "Faysant Regretz" y misa "Sine Nomine"
  - 1 canción francesa de Josquin Des Pres: "Mille regres", también conocida como "La canción del Emperador" por ser una de las canciones favoritas de Carlos V
  - 1 canción francesa de Nicolas Gombert: "Jamais je n'eus tant de soulas"
  - 1 canción francesa de Jean Richafort: "Je veulx laysser melancolie"
- El libro cuarto contiene
  - 6 diferencias sobre el himno "O gloriosa Domina"
  - 5 contrapuntos sobre el himno español "Sacris solemnis"
- El libro quinto consiste en:
  - 5 canciones: "Ya se asienta el rey Ramiro", "Paseavase el rey Moro", "La bella mal maridada", "Con que la lavare", "Ay arde coraçon"
  - 3 diferencias sobre el villancico "Si tantos halcones"
  - 6 diferencias sobre la canción "Y la mi cinta dorada"
- El libro sexto consiste en:
  - 22 diferencias sobre "Conde Claros"
  - 7 diferencias en dos grupos, el primero con 4 y el segundo con 3, sobre "Guardame las vacas"
  - 1 danza llamada "Baxa de contrapunto"

Las obras del libro V son para vihuela y canto; el resto para vihuela sola.
A continuación se incluye la lista de las obras. Los códigos en la columna de "Grabaciones" se especifican más abajo, en la sección de "Discografía".

### Libro I
| N.º | Obra                                                | Voces | Compositor | Género musical | Grabaciones                  |
| --- | --------------------------------------------------- | ----- | ---------- | -------------- | ---------------------------- |
| 1   | Fantasia (I) del primer tono por gesolreut          |       |            | fantasía       | SMI, ALM, MAR                |
| 2   | Fantasia (II) del segundo tono                      |       |            | fantasía       | GOT, SMI, KIN, WIL, MAR      |
| 3   | Fantasia (III) del tercer tono                      |       |            | fantasía       | GOT, SMI, WIL, COS, MAR, MTO |
| 4   | Fantasia (IV) del quarto tono                       |       |            | fantasía       | SMI, COS, MAR                |
| 5   | Fantasia (V) del quinto tono de consonancia         |       |            | fantasía       | BRE, MAR                     |
| 6   | Fantasia (VI) del sesto tono sobre fa ut mi re      |       |            | fantasía       | SMI, COS, MAR                |
| 7   | Fantasia (VII) del setimo tono sobre ut re mi fa mi |       |            | fantasía       | SMI, MAR                     |
| 8   | Fantasia (VIII) del octavo tono                     |       |            | fantasía       | SMI, BLA, COS, MAR           |

### Libro II
"Ay en el fantasias por algunos tonos que no son tan dificultosas de tañer como las del primer libro"
| N.º | Obra                            | Voces | Compositor | Género musical | Grabaciones             |
| --- | ------------------------------- | ----- | ---------- | -------------- | ----------------------- |
| 9   | Fantasia (IX) del primer tono   |       |            | fantasía       | FRE, SMI, ALM           |
| 10  | Fantasia (X) del quarto tono    |       |            | fantasía       | SMI, RUM, ALM, MAR      |
| 11  | Fantasia (XI) del quinto tono   |       |            | fantasía       | SMI, ALM, MAR           |
| 12  | Fantasia (XII) del quinto tono  |       |            | fantasía       | ALM                     |
| 13  | Fantasia (XIII) del primer tono |       |            | fantasía       | SMI, BRE, ALM           |
| 14  | Fantasia (XIV) del primer tono  |       |            | fantasía       | FRE, BRE, ALM, MAR, MTO |

### Libro III
"Ay en el obras compuestas de Josquin y canciones Francesas de diversos autores"
| N.º | Obra                                                                                                   | Voces | Compositor       | Género musical   | Grabaciones |
| --- | --- | ----- | ---------------- | ---------------- | --- |
| 15  | Sanctus de la misa de Ercules dux de josquin (misa Hercules Dux Ferrariae) - Ossanna de la misma missa |       | Josquin Des Pres | Santus y Ossanna | ALM |
| 16  | Sanctus de josquin de la misa de faissan regres (misa Faysant regretz) - Ossanna de la misma missa     |       | Josquin Des Pres | Santus y Ossanna | COS, ALM(solo Ossanna), MAR |
| 17  | Cum sancto spiritu de la missa de la fuga de josquin (misa Sine nomine)                                |       | Josquin Des Pres |                  | WIL, COS, ALM |
| 18  | Mille regres. La canción del Emperador del quarto tono de Jusquin                                      |       |                  | canción          | PZA, RAG, JMM, ALK, SAT, ROO, STR, BLA, CRC, JHS, CFL, HER, RON, COT, DAE, COS, SOL, RIV, GUI, ABT, BRE, GAL, SEM, PRI, JUL, MAR, MTO, MTL |
| 19  | Canción de Nicolas Gombert del quinto tono (Jamais je n'eus tant de soulas)                            |       | Nicolas Gombert  | canción          | OAK, COS, ALM |
| 20  | Je veulx laysser melancolie                                                                            |       | Jean Richafort   | canción          | FRE, COS, ALM, MAR |

### Libro IV
"y en el diferencias de contrapuntos sobre el igno de nuestra Señora O gloriosa domina, y de Pange lingua y Sacris solenniis"
| N.º | Obra                              | Voces | Compositor | Género musical | Grabaciones                  |
| --- | --------------------------------- | ----- | ---------- | -------------- | ---------------------------- |
| 22  | O gloriosa domina (6 diferencias) |       |            | diferencia     | FLA, WIL, BRE, ALM, MAR, MTO |
| 23  | Sacris solenniis (5 diferencias)  |       |            | diferencia     | FRE                          |

### Libro V
"Ay en el romances y villancicos para tañer y cantar y contrapunctos sobre algunos villancicos"
| N.º | Obra                                 | Voces | Compositor | Género musical                | Grabaciones                                                                         |
| --- | ------------------------------------ | ----- | ---------- | ----------------------------- | ----------------------------------------------------------------------------------- |
| 24  | Ya se asienta el rey Ramiro          |       |            | canción                       | PZA, WIL, BRE, ALM                                                                  |
| 25  | Paseavase el rey Moro                |       |            | canción                       | PAT, GOT, ALK, KHR, STR, ROM, VIR, EPA, ISA, JOR, WIL, GUI, NEF, LAU, SEM, ALM, AKA |
| 26  | Si tantos halcones (3 diferencias)   |       |            | diferencia (sobre villancico) | ALM                                                                                 |
| 27  | Y la mi cinta dorada (6 diferencias) |       |            | diferencia (sobre canción)    | ALM                                                                                 |
| 28  | La bella mal maridada                |       |            | canción                       | LAU, ALM, AKA                                                                       |
| 29  | Con que la lavare                    |       |            | canción                       | BER, PAN, CRC, JMM, KHR, ATR, LIS, LAU, ALM, ALM                                    |
| 30  | Ay arde coraçon                      |       |            | canción                       | BOT, BRE, LAU, ALM                                                                  |

### Libro VI
"Ay en el veynte y dos diferencias de Conde claros para discantar y siete direncias de guardame las vacas, y una baxa de contrapunto"
| N.º | Obra                               | Voces | Compositor | Género musical | Grabaciones                                                                         |
| --- | ---------------------------------- | ----- | ---------- | -------------- | ----------------------------------------------------------------------------------- |
| 31  | Conde claros (22 diferencias)      |       |            | diferencia     | FRE, PZA, PAT, JMM, MCF, WIL, COS, ORP, ABT, BRE, GAL, JUL, ALM, MAR, MTO           |
| 32  | Guardame las vacas (7 diferencias) |       |            | diferencia     | FRE, RAG, ALK, HES, ROM, COS, SOL, RIV, GUI, ABT, IAD, ROM, BRE, LAU, ALM, AKA, MTO |
| 33  | Baxa de contrapunto                |       |            | danza          | FRE, RAG, DUF, ALK, ROO, PLA, COS, ABT, BRE, ALM, MAR                               |

## Discografía
La siguiente discografía se ha ordenado por año de grabación, pero la referencia es la de la edición más reciente en CD. No se incluyen las recopilaciones, sólo los discos originales.
- ???? - [ROM] The Royal Family of the Spanish Guitar. The Romeros. Philips - Mercury Living Presence 028943438520
- 1969 - [FRE] Spanish vihuelists of the 16th century III. Jorge Fresno. Hispavox HHS 23 (LP). . Hay una edición parcial en CD, acoplado con otras grabaciones: Vihuelistas Españoles (S. XVI)
- 1971 - [COT] Messe "Gaudeamus" de Josquin des Prés & Les Fresques musicales de Saint-Bonnet-le-Château. Pièces vocales et instrumentales diverses. Le Groupe des Instruments anciens de Paris y Ensemble des Chantres de Plain-Chant. Roger Cotte. Charlin Éditions CL-40.
- 1972 - [PZA] Spanish vihuelists of the 16th century IV. Anne Perret y Rodrigo de Zayas. Hispavox HHS 15 (LP).
- 1974 - [BER] Old Spanish Songs. Spanish songs from the Middle Ages and Renaissance. Teresa Berganza y Narciso Yepes. . La edición en CD viene acoplada junto con otras grabaciones en: Deutsche Grammophon 435 648-2.
- 1975 - [RAG] Musik für Laute: III. Spanien. Konrad Ragossnig. La edición en CD viene acoplada junto con otras grabaciones en: Archiv Produktion 447 727-2 (4 CD).
- 1975 - [PLA] La Baxa Danza y la Alta (S. XV - XVI). Conjunto instrumental "Pro Música Hispaniarum". Roberto Pla. Hispavox (EMI-Odeón) CDM 5 65 725-2.
- 1977 - [JOR] Lieder und Tänze der Cervantes-Zeit (1547-1616).Hespèrion XX. Jordi Savall. EMI 7 63145 2.
- 1979 - [PAN] Villancicos - Chansons populaires espagnoles des XVe et XVIe siècles. Atrium Musicae de Madrid. Gregorio Paniagua. Harmonia mundi HMA 190 1025.
- 1982 - [ROO] Renaissance Fantasias. Anthony Rooley. Hyperion 66089.
- 1990 - [JUL] Guitarra: The Guitar in Spain. Julian Bream. RCA
- 1990 - [OAK] The Art of Flemish Song. In the Courts of Europe. Live Oak. Centaur Records 2109.
- 1990 - [CRC] Bartomeu Càrceres - Anonymes XVIe siècle. Villancicos & Ensaladas. La Capella Reial de Catalunya. Jordi Savall. Astrée (Naïve) ES 9951.
- 1990 - [SMI] Luys de Narvaez: Los seys líbros del Delphín de Música. Hopkinson Smith. Astrée (Auvidis) E 8706.
- 1991 - [RUM] Music of the Spanish Renaissance. Shirley Rumsey. Naxos 8.550614.
- 1992 - [NEF] Music for Joan the Mad. Spain 1479-1555. La Nef. Sylvain Bergeron. Dorian Discovery 80128.
- 1993 - [GOT] The Voice in the Garden. Spanish Songs and Motets, 1480-1550. Gothic Voices. Christopher Page. Hyperion 66653.
- 1993 - [CFL] Renaissance-Polyfonie in Brugge. The Songbook of Zeghere van Male. Capilla Flamenca. Eufoda 1155.
- 1993 - [MCF] The Renaissance Lute. Ronn McFarlane. Dorian 90186.
- 1993 - [AKA] Amando e Desiando. Spanish and italian music from the 16th century. Akantus. Alice Musik Produktion ALCD 010
- 1994 - [GUI] La Guitarra Española I (1536-1836). José Miguel Moreno. Glossa 920103
- 1995 - [RON] A Song of David. Music of the Sephardim and Renaissance Spain. La Rondinella. Dorian Discovery DIS-80130.
- 1995 - [ROM] Al alva venid. Música profana de los siglos XV y XVI. Ensemble La Romanesca. José Miguel Moreno. Glossa 920203.
- 1995 - [IAD] The Art of the Lute. Joseph Iadone. Lyrichord Discs
- 1995 - [ALM] El Delfín de Música. Works by Luys de Narváez. Juan Carlos Rivera. Marta Almajano
- 1996 - [PIF] Los Ministriles. Spanish Renaissance Wind Music. Piffaro, The Renaissance Band. Joan Kimball, Robert Wiemken. Archiv 474 232.
- 1996 - [BOT] Renaissance Love Songs. Catherine Bott. Virelai. BBC Music Magazine 54.
- 1996 - [WIL] Milán - Narváez: Music for vihuela. Christopher Wilson. Naxos 8.553523
- 1996 - [ABT] Dreams of a lost era. Spanish Renaissance Music. Walter Abt. Koch Schwann 3-1426-2
- 1996 - [BRE] Music Of Spain: Milán, Narváez. Julian Bream. RCA
- 1997 - [SAT] Venus-ghejancksel. Chants and Madrigals from the Low Countries. Spiegler, Castello, Toyohiko Satoh. Et'Cetera KTC 1198.
- 1997 - [KHR] In The Silo Warehouse. U. Kreidler, R. Hodge, K. Rössler, J.Vogt. Bayer Records BR 150 021.
- 1997 - [JHS] Josquin Desprez: The Music of Josquin des Préz. Jeffry Hamilton Steele. Centaur 2384.
- 1998 - [STR] Canto a mi caballero. The Tradition of Antonio de Cabezón. Capriccio Stravagante. Skip Sempé. Astrée 8651.
- 1998 - [JMM] Canción del Emperador. José Miguel Moreno. Glossa 920108
- 1999 - [BLA] Carolus Maximus: Music in the Life of Charles V. Pomerium. Alexander Blachly. Glissando 008.
- 1999 - [HER] Sixteenth Century Lute Settings of Josquin des Prez. Jacob Heringman. Discipline Global Mobile DGM 0006.
- 1999 - [VIR] Bella de vos som amorós. La Música en la Corte de los Reyes Católicos y Carlos I. Capella Virelai. Jordi Reguant. La mà de guido 2035.
- 1999 - [DAE] Saturn and Polyphony. Ensemble Daedalus. Roberto Festa. Accent ACC 198 130 D.
- 1999 - [GAL] Guitar Recital. Kevin R. Gallagher. Naxos
- 1999 - [SEM] Canto a mi Caballero. Capriccio Stravagante. Skip Sempe. Astree
- 2000 - [RIV] Tañer de Gala. Música para vihuela de mano. Juan Carlos Rivera. Cantus C 9631.
- 2000 - [CRC] Carlos V. Mille Regretz: La Canción del Emperador. La Capella Reial de Catalunya. Hespèrion XXI. Jordi Savall. Alia Vox AV 9814 (CD). Alia Vox AVSA 9814 (SACD-H).
- 2000 - [KIN] Secrets of the Heavens. Seven Hymns of Orpheus to the Planetary Gods. Catherine King, Mark Tucker, Marini Consort.  Riverrun 53.
- 2000 - [PAT] Chacona. Renaissance Spain in the Age of Empire. Christa Patton. Ex Umbris. Dorian Recordings.
- 2000 - [PRI] Priest on the Run. Red Priest. Dorian Recordings
- 2001 - [COS] Music for vihuela. La vihuela en las Cortes Reales Españolas. Dolores Costoyas.
- 2002 - [DUF] Cancionero. Music for the Spanish Court 1470-1520. The Dufay Collective. Avie AV0005.
- 2003 - [FLA] Canticum Canticorum. In Praise of Love: The Song of Songs in the Renaissance. Capilla Flamenca. Dirk Snellings. Eufoda 1359.
- 2004 - [ALK] Luis Venegas de Henestrosa: El arte de fantasía. Harp Consort. Andrew Lawrence-King. Harmonia Mundi USA 907316.
- 2004 - [EPA] La Conquista de Granada - Isabel la Católica. Las Cortes europeas, los Cancioneros y Música Andalusí Nazarí. Música Antigua. Eduardo Paniagua. Pneuma PN-660.
- 2004 - [ISA] Isabel I, Reina de Castilla. Luces y Sombras en el tiempo de la primera gran Reina del Renacimiento 1451-1504. La Capella Reial de Catalunya y Hespèrion XXI. Jordi Savall. Alia Vox AV 9838 (CD). Alia Vox AVSA 9838 (SACD-H).
- 2004 - [MTO] O gloriosa domina. Shigeo Mito. N&S AVANCE NSCD-54501
- 2005 - [SOL] The Renaissance Album. Göran Söllscher. Deutsche Grammophon 00289 477 5726
- 2005 - [HES] Don Quijote de la Mancha. Romances y Músicas. Hespèrion XXI. La Capella Reial de Catalunya. Jordi Savall. Alia Vox AVSA 9843 A+B (2 SACD-H).
- 2005 - [ORP] Música en el Quijote. Orphénica Lyra. José Miguel Moreno. Glossa GCD 920207
- 2005 - [LAU] Ay Luna. Música española del Siglo de Oro. Guillemette Laurens. Unda Maris. Alpha 064
- 2006 - [LIS] Nuove musiche. Rolf Lislevand, Arianna Savall. ECM 476 3049.
- 2007 - [MAR] Luys de Narváez: Música del Delphin. Pablo Márquez. ECM E4765878
- 2008 - [MTL] Let's Travel around Europe by Lute Music Part 1 - The Renaissance Era. Shigeo Mito. wasabi MP 3082. AR
- 2019 - [DIAZ] Narvaez: Los Libros del Delphin Xavier Díaz-Latorre. PAS 1049